# T. Coleman du Pont
T. Coleman du Pont (Louisville, 1863. december 11. – Wilmington, 1930. november 11.) az Amerikai Egyesült Államok szenátora (Delaware, 1921–1922 és 1925–1928).